# Augenblicke
Die Kurzgeschichte Augenblicke von Walter Helmut Fritz, entstanden im Jahr 1964, handelt von einer einseitigen Beziehung zwischen einer alleinerziehenden Mutter und ihrer zwanzigjährigen Tochter Elsa. Letztere versucht, dem mütterlichen „Nest“ zu entkommen, jedoch ist sie zwiegespalten zwischen den Gefühlen gegenüber ihrer Mutter und ihrer eigenen Freiheit. Es wird überwiegend im personalen Erzählstil erzählt.

## Handlung
Zu Beginn wird eine alltägliche Situation im Badezimmer geschildert, in dem die Tochter sich befindet und die Mutter hineinkommt, um ein Gespräch zu beginnen. Elsa hat dies schon erwartet, reagiert innerlich genervt und sagt, sie wolle den Raum verlassen, bis ihre Mutter fertig sei, da es ansonsten zu eng werde. Nach einer Weile verlässt Elsa eilig das Haus, um sich zu einer Wohnungsvermittlung zu begeben, deren Adresse sie nicht kennt. Dabei erkundigt sie sich bei unterschiedlichen Geschäften, jedoch vergebens. Sie beobachtet Menschen und fühlt sich zu ihnen hingezogen. Während sie ihren Weg nach Hause hinauszögert, beschließt sie, nach Weihnachten auszuziehen, um vor der Überfürsorglichkeit ihrer Mutter zu flüchten. Dem Leser wird erzählt, dass diese eine alte und kranke Witwe sei und deshalb Langeweile und Einsamkeit empfinde. Dennoch endet die Kurzgeschichte damit, dass Elsa, immer noch hin- und hergerissen, zurückkehrt und frustriert und verzweifelt in ihrem Sessel sitzt.

## Deutungsansatz
Die Kurzgeschichte ist von der Thematik zeitlos. Sie zeigt die Differenz zwischen den sichtbaren Gefühlen und den inneren „wahren“ Gefühlen. Die Kurzgeschichte bietet für diese Differenz keinen Lösungsvorschlag an. Sie zeigt ein Problem auf, das viele Menschen nachempfinden können. Aber sie lässt den Leser letztlich mit dieser unbefriedigenden Situation allein, so wie auch Elsa und ihre Mutter auf ihre je unterschiedliche Art und Weise letztendlich allein sind.

## Erklärung
Zu Beginn befindet sich Elsa im Badezimmer, um sich vor dem Spiegel herzurichten. Ihre Mutter kommt, wie fast immer, ebenfalls ins Bad, weil sie die Nähe zu ihrer Tochter sucht. Seit der Vater gestorben ist, nutzt die Mutter jede Möglichkeit, Kontakt zu ihrer Tochter aufzunehmen, wenn sie ihr auf dem Flur begegnet oder sie sich im Badezimmer fertigmacht. Elsa möchte die Nähe zu ihrer Mutter meiden, da sie sich eingeengt und bedrängt von ihrer Mutter fühlt, was sie vor allem im Badezimmer zeigt, mit der Aussage: „Komm, ich mach´ dir Platz“ und „Aber es ist doch so eng“. Sie reißt sich sehr zusammen, nicht unhöflich gegenüber ihrer Mutter zu sein, kann es aber auch nicht mehr lange in ihrer Nähe aushalten und verlässt dann oft den Raum. Langfristig möchte sie dem Problem aus dem Weg gehen, indem sie sich eine eigene Wohnung nimmt, da sie mittlerweile alt genug ist und genug Geld verdient. Allerdings findet sie keine Wohnung, obwohl sie lange danach sucht und kehrt nach Hause zurück. Zu Hause denkt sie über das Verhalten ihrer Mutter und ihre Gesundheit nach. Sie zweifelt an sich und an der Entscheidung, ob sie wirklich ausziehen soll. Gleichzeitig sucht Elsa nicht das direkte Gespräch, da sie von ihrer Mutter erwartet, ihre Anspielungen wahrzunehmen, damit sie mit der Entscheidung nicht direkt konfrontiert wird.